# Johannes Kotkas
Johannes Kotkas (3. února 1915 Kodijärve – 8. května 1998 Tallinn) byl estonský a později sovětský reprezentant v řecko-římském zápase. Měřil 184 cm a vážil 115 kg.
Původním povoláním byl zámečník v loděnici v Tartu, vrcholovému zápasu se začal věnovat až jako dvacetiletý, kdy vstoupil do klubu Kalev Tallinn a začal v hlavním městě pracovat v bance. V letech 1938 a 1939 získal pro Estonsko zlatou medaili v nejtěžší váhové kategorii na mistrovství Evropy v zápasu řecko-římském. Po připojení Estonska k Sovětskému svazu se stal mistrem Evropy v roce 1947, získal zlatou medaili na letních olympijských hrách 1952 a postoupil do finále mistrovství světa v zápasu řecko-římském 1953, kde ho porazil Švéd Bertil Antonsson. Získal také dvanáct titulů mistra SSSR.
Věnoval se rovněž zápasu ve volném stylu, sambu a hodu kladivem (vytvořil sovětský národní rekord). V roce 1957 obdržel Leninův řád. Kariéru ukončil v roce 1960, působil pak jako trenér a rozhodčí.